# Уштерек (Карасайський район)
Уштере́к (каз. Үштерек) — село у складі Карасайського району Алматинської області Казахстану. Входить до складу Айтейського сільського округу.
Населення — 3926 осіб (2021; 896 у 2009, 291 у 1999, 308 у 1989).